# Cresseyella stocki
Cresseyella stocki is een eenoogkreeftjessoort uit de familie van de Caligidae. De wetenschappelijke naam van de soort is voor het eerst geldig gepubliceerd in 1990 door Cressey & Cressey.